# ターヘルアナ富子
『ターヘルアナ富子』（ターヘルアナとみこ）は、徳弘正也による日本の漫画。

## 概要
『週刊少年ジャンプ』（集英社）誌上において、1986年第22号より1986年第36号まで連載。単行本はジャンプ・コミックスより全2巻。
初連載作品である、『シェイプアップ乱』の終了後、2作目の連載作品として掲載される。医者の娘・亀田富子と、その隣にある寺院の息子・天童空也が織り成す騒動を描いたギャグ作品で、この作品を執筆するにあたり、作者は病院関係と寺院関係の写真百数十枚と医療器具のカタログを集めた。
なお、タイトルは『解体新書』の底本となった解剖学書、『ターヘル・アナトミア』のもじりである。

## 登場人物
亀田 富子（かめだ とみこ）
青春学園に通う高校1年生で、両親は亀田病院という病院をひっそり営んでいる。医師免許は持っていないが、幼い頃から父親の医療行為を見ていたため、医療の心得があり、手術も行っている。
初期の頃、作者が流行らせようとしたらしく、悪人を懲らしめたりする際両手にメスを持ち「おぺ（手術）しましょ」といいながらメスを振り回していたが、すぐにしなくなる。
天童 空也（てんどう くうや）
富子の幼馴染。富子と同じく青春学園に通う高校1年生で、亀田病院の隣にある曹星寺というお寺の住職の息子。がさつな性格だが、スポーツ万能で喧嘩も強い。富子とは口喧嘩もするが、何でも言い合える幼馴染でもある。
中学生の時に富子が盲腸の手術をしているため、富子に股間を見られている。
影山 みゆき（かげやま みゆき）
青春学園に通う高校1年生で、富子や空也とは違うクラス。上級生のスケ番グループに因縁をつけられ。返り討ちにするが、それが原因でスケ番グループから目の敵にされるようになり、その際富子と知り合う。
親が友達の代わりにと、買い与えた動物たちと暮らしているうちに動物たちの声が聞こえるようになり、動物たちの悲しい声を聞き、人間不信になりグレていたが、富子や空也との知り合ってからは2人には心を開き、空也に淡い恋心を抱くようになる。だが、親の都合でアメリカに引っ越すことになり、空也と最後にデートした後、旅立っていった。
竹目 五郎（たけめ ごろう）
青春学園にやってきた転校生で、富子たちのクラスメイトになる。
祖父は大日本医者会の会長で、その威光をかさに傍若無人な振る舞いを行っているが、空也に痛い目に遭わされてからは、それを根に持ち、色々と嫌がらせをしている。
天童 空念（てんどう くうねん）
空也の兄で、近所の女子寮に忍び込んで警察に捕まり、実家を勘当させられていたが、3年振りに実家に帰ってくる。
女好きで、悪知恵が働く破戒僧だが、たまに良いこともする。
雪（ゆき）
空念が実家を勘当され、日本中を放浪していた際、札幌で出会った少女。父親は蒸発し行方不明、母親は場末のストリッパーで、行き倒れた空念が、野垂れ死にする寸前に助けてくれた命の恩人で、助けられたお礼にしばらく身の回りの世話をしていたため、雪からは父親同然に慕われていた。空念が去った後、母親が亡くなり、身寄りがなくなってしまうが、その直前に母親から空念を頼るように言われ、札幌から上京する。
空念の父親から、面倒を見られないからという理由で施設に入所させられたが、施設での様子を見に行った空念が、その暮らし振りに耐え切れず連れて帰り、亀田病院で面倒を見てもらうことになる。その後、病院の手伝いなどをしている。
富子の父
夫婦で亀田病院を営む医師。三流大学の医学部を卒業後、お情けで医師の国家試験に合格し、開業するが、その後大勢の死亡者を出してしまったため、患者はほとんどなく、病院の経営は常に赤字続きになっている。だが、心臓移植手術を成功させるなど、意外な面も見せている。
富子の母
貧乏な亀田病院を支える良く出来た人で、看護師として夫を手伝っている。
天童 力也（てんどう りきや）
空念、空也の父親で、曹星寺というお寺の住職。人格者ではあるが、時折間の抜けた行動をすることがある。

## 書籍情報
集英社ジャンプコミックス、全2巻。
1. 1987年7月15日第1刷発行、ISBN 4-08-851075-5 C0279
2. 1988年1月15日第1刷発行、ISBN 4-08-851076-3 C0279 - 特別読切 ハイスクールジゴロ（昭和62年、週刊少年ジャンプ増刊ウィンタースペシャル掲載）